# José Hilario López
José Hilario López Valdés (Popayán, 18 de febrero de 1798 - Campoalegre, 27 de noviembre de 1869) fue un militar y político colombiano. Fue presidente de la República de la Nueva Granada entre 1849 y 1853. Miembro fundador del Partido Liberal Colombiano. 
Como militar, López participó en las guerras de independencia contra España, siendo considerado uno de los próceres de la independencia de Colombia, y uno de los pocos que logró la presidencia, junto a Simón Bolívar, Tomás Cipriano de Mosquera, Francisco de Paula Santander, Domingo Caycedo y Pedro Alcántara Herrán.
López ocupó varios cargos a lo largo de su trayectoria militar y luego civilː fue comandante del joven ejército del país por un año. También fue jefe militar de Santafé y gobernador de Cartagena; embajador ante los Estados Pontificios, senador y finalmente ministro en varias carteras.
Su llegada al poder se dio por la división de los conservadores y por presiones del sector de los artesanos, liderados por Ambrosio López (ancestro de futuros presidentes López Pumarejo y López Michelsen, pero que no tenía ningún parentesco con López Valdés).
Fue presidente de la República de la Nueva Granada entre 1849 y 1853, siendo el primer miembro del Partido Liberal en alcanzar la presidencia de la actual Colombia. Desde su cargo, abolió la esclavitud en su país, y es visto por varios estudiosos como quien sentó las bases para que Colombia abandonara el sistema colonia, tras varios gobiernos ligados a las familias aristocráticas de la Corona española.
Después de entregar el poder, López participó en varias excaramuzas a nombre del Partido Liberal, como el contra-golpe de Estado contra José María Melo y la deposición del general Mosquera, quien se había declarado dictador.

## Biografía
José Hilario López nació en Popayán, el 18 de febrero de 1798, en el seno de una familia de militares de la región. Sin embargo, a muy temprana edad su educación y cuidado pasaron a manos del educador José Félix de Restrepo, tras quedar huérfano de su padre, y el deterioro mental de su madre.

### Participación en la Independencia
Pese a sus comienzos accidentados, el joven destacó en la caza, lo que lo hizo inclinarse en las actividades militares. Los sucesos de la Guerra de Independencia llegan a su ciudad, en 1812 cuando contaba catorce años, López se unió al ejército patriota bajo las órdenes de José María Cabal, y luego con Antonio Nariño en la Campaña del Sur combatiendo en la batallas del Alto Palacé.
En la Batalla de Calibío, el 15 de enero de 1814 López hace parte de una compañía que se encontraba en el ala derecha de la formación patriota al mando del coronel Cabal. Esta columna permanece en una pequeña hondura en donde no pudo ser vista por el enemigo, mientras llegaba el tiempo oportuno para lanzarse al ataque. A media hora de haberse iniciado el combate el coronel Cabal recibe la orden del general Nariño de avanzar sobre la izquierda enemiga. La columna de Cabal avanza y se encuentran a menos tiro de fusil de la izquierda realista, Cabal ordena su columna cargar a la bayoneta a lo cual participa valientemente el cadete José Hilario López. Este ataque sorprendió al enemigo quien tuvo que lidiar al mismo tiempo con un ataque por parte del  batallón Granaderos de Cundinamarca desde el centro patriota. Este ataque logra desbaratar la izquierda realista y capturar la artillería realista abriendo una brecha la cual aprovechó la caballería patriota, atacando y envolviendo el centro realista. La batalla es una victoria total para los patriotas quienes hacen huir a los realistas hasta Pasto. Por su destacada participación en aquella batalla y gracias a las recomendaciones por parte de su capitán y el coronel Cabal fue ascendido a subteniente, también fue otorgado un escudo de honor.
Participó en la Pasto.
Fue apresado por los realistas en la batalla de la Cuchilla del Tambo y trasladado a Popayán para ser juzgado, pero se le conmutó la pena de muerte por el degradante oficio de pregonero, que no aceptó. Obtuvo entonces la boleta negra del fusilamiento, que fue también cancelado en el último momento. 
Ya remitido a Santafé. Allí se relacionó con personas vinculadas con la causa independentista, entre ellas los hermanos Almeyda y Policarpa Salavarrieta, quienes tramaban un levantamiento en Santafé y buscaron ganar prosélitos entre la tropa española. La acción fue denunciada y al ser encarcelados los cabecillas, José Hilario y su hermano Laureano proyectaron huir a los Llanos de Casanare, pero este plan se frustró debido a una enfermedad de José Hilario. Amigo de la heroína de la independencia Policarpa Salavarrieta, asistió obligado a su ajusticiamiento. 

### Trayectoria político-militar
Su pena fue compensada por prestar servicios al ejército real siendo indultado el 24 de julio de 1819 y tras el triunfo patriota en la Campaña Libertadora regresa a al ejército patriota con el rango de capitán; luchó en Venezuela al lado de José Antonio Páez. 
Francisco de Paula Santander le nombró como Jefe Militar de la provincia de Cauca y posteriormente ascendió a teniente coronel el 6 de abril de 1823.

#### La Gran Colombia

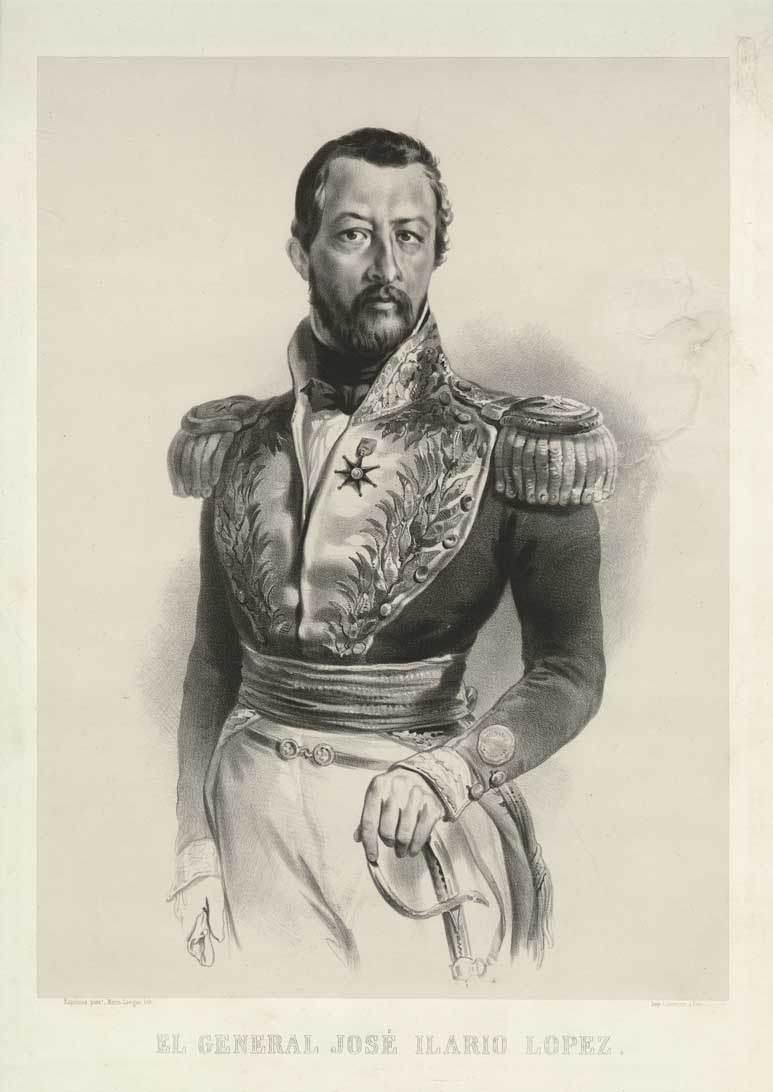
Fragmento litográfico en que aparece López, 1843. Museo Nacional de Colombia, Bogotá.

En 1826, el joven militar Tomás Cipriano de Mosquera lo invitió a apoyar a Simón Bolívar en sus intentos por continuar en el poder, pero López se opuso. Ante los sucesos que siguieron a la Convención de Ocaña y la Conspiración Septembrina en 1828, en su calidad de jefe del Estado Mayor General y comandante general del departamento de Azuay, López se levantó en armas contra Bolívar junto con el coronel José María Obando.
En momentos en los que se habían iniciado las hostilidades entre la Gran Colombia y el gobierno de Perú a fines de diciembre de 1828, Bolívar se dirigió hacia el sur por la guerra con Perú y por la rebelión de Obando y López. Allí buscó superar los obstáculos que el alzamiento de estos jefes le colocaban para poder reunirse con el mariscal Antonio José de Sucre y enfrentar la agresión planteada desde el Perú. 
Para el efecto, a finales de enero de 1829, Bolívar expidió un indulto en favor de los comprometidos en el alzamiento y envió comisionados a Obando y a López con propuestas para un convenio, que se concretó en el tratado de Juanambú, firmado el 2 de marzo de 1829. Bolívar explicó a los rebeldes las razones que tuvo para desconocer la Constitución de Cúcuta, después de lo ocurrido en Venezuela con el movimiento separatista de La Cosiata dirigido por José Antonio Páez.
En 1830, un enfermo Bolívar renunció a la presidencia, y el Congreso eligió a Joaquín Mosquera como presidente, y a Domingo Caycedo como vicepresidente, quien asumió el cargo principal por la demora de Mosquera para posesionarse. Caycedo nombró a López general de brigada (brigadier general) y comandante general en la poderosa provincia de Popayán. López tenía 32 años en ese momento.
El general bolivariano Rafael Urdaneta derrocó a Mosquera y a Caycedo en septiembre de 1830, por lo que López y Obando se rebelaron nuevamente contra el gobierno, oponiéndose a la política dictatorial en esos momentos (ya que Urdaneta planeba entregarle el poder de nuevo a Bolívar), lo que llevó a que rápidamente la posición de López se fortaleciera. Luego de dominar el sur, una vez tomado el control de Popayán, López avanzó hasta Tocaima, ante lo cual Urdaneta propuso el cese de hostilidades y después de negociaciones, se firmó el Convenio de Apulo, el 28 de abril de 1831.
Urdaneta acusó a Obando y a López de ser los responsables intelectuales del asesinato de Antonio José de Sucre, mano derecha y sucesor natural de Simón Bolívar. Sin embargo, a la postre sólo Obando terminaría salpicado por las acusaciones, que resurgieron cuando éste asumió la presidencia en 1853. Derrotado Urdaneta, Caycedo regresó al poder y nombró a López comandante en jefe del ejército de la Nueva Granada, cargo que antes ocupaba precisamente Rafael Urdaneta.
Tras la disolución de la Gran Colombia, en 1832 durante el gobierno de Francisco de Paula Santander, López fue nombrado jefe militar de Bogotá, y en 1834, gobernador de Cartagena. En 1837, el presidente civilista José Ignacio de Márquez lo nombró secretario de guerra desde el 1 de abril de ese año hasta marzo de 1838, cuando fue enviado a Roma para hacerse cargo de los negocios con los Estados Pontificios, ante el Papa Gregorio XVI.
López regresó a Colombia en 1840, durante la Guerra de los Supremos, poniéndose al servicio del gobierno de Márquez, mismo que le devolvió la jefatura de la secretaría de guerra. Finalmente, López y Márquez no pudieron repeler los ataques de los rebeldes liberales y Márquez completó su mandato en medio de una inmensa impopularidad. López por su parte terminó su mandato y se retiró de la vida política.

### Presidencia de la Nueva Granada (1849-1853)

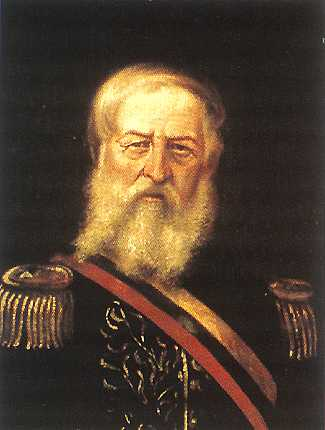
López como presidente

#### Elección
En 1848 nació el Partido Liberal como grupo político en torno al ideal del abogado Ezequiel Rojas. Los liberales lanzaron la candidatura de López, quien llevaba casi 10 años fuera del foco público.
El 7 de marzo de 1849 López fue elegido presidente de la República, aprovechando la división de los conservadores y con el apoyo de los artesanos y sus Sociedades Democráticas quienes, según la versión conservadora, amenazaron de muerte a los legisladores que debían dirimir la elección, si no le elegían. De hecho existe la anécdota en la que Mariano Ospina Rodríguez uno de los líderes de los ministeriales (después conservadores) afirmó al hacer su voto: "Voto por el General López para que los diputados no sean asesinados".

#### Gobierno
Su gobierno se distinguió por una serie de reformas políticas, económicas y sociales: la manumisión de los esclavos, la ley agraria, la separación de la Iglesia y el Estado, la libertad de prensa y la federalización. La resistencia contra la abolición de la esclavitud (especialmente en el Cauca) provocó una rebelión armada conservadora dirigida por Julio Arboleda Pombo, la cual fue derrotada por López. 

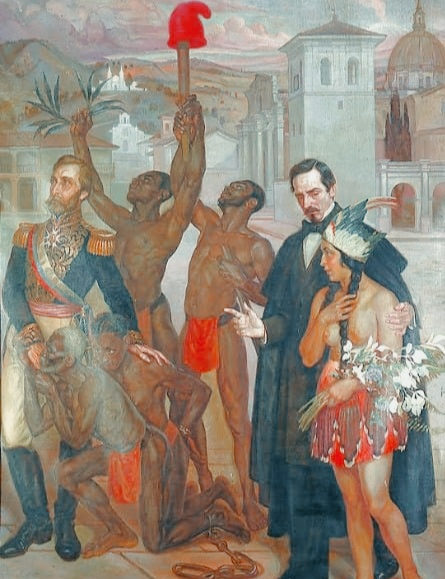
Alegoría de la manumisión de los esclavos. En la imagen aparece López.

En el sur los enfrentamientos fueron particularmente violentos, en especial en Cali, donde el conflicto entre los terratenientes y la población municipal alrededor de los ejidos, era explosivo. La derrota esclavista provocó en el Valle del Cauca un alzamiento de los antiguos esclavos y los campesinos, que aprovecharon para echar abajo las cercas de las haciendas y azotar a sus antiguos amos. El escándalo que esto provocó en la prensa y los medios políticos fue contestado por López, quien afirmó que se trataba de retozos democráticos.
Durante su administración se dio vía libre al proceso de disolución de los resguardos Indígenas, todas las prohibiciones para la venta de los resguardos  y ayudó a la política, a tener recursos políticos. La medida que fue la primera que puso en contradicción a López con las Sociedades democráticas, benefició a la élite agro exportadora, ya que favoreció el desplazamiento de mano de obra indígena hacia las áreas productoras de tabaco, cuyo comercio había sido sacado del monopolio estatal. Significó, igualmente, el aumento en el precio de los productos agrícolas para el consumo interno, por cuanto buena parte de la producción indígena en los resguardos había alimentado este mercado a bajos costos.
Una de las decisiones más controversiales que tomó durante su gobierno, fue la de volver a expulsar a los jesuitas del país, quienes apenas cinco años antes habían retornado luego de ser también expulsados de sus colegios y misiones en la selva.

### Posgobierno

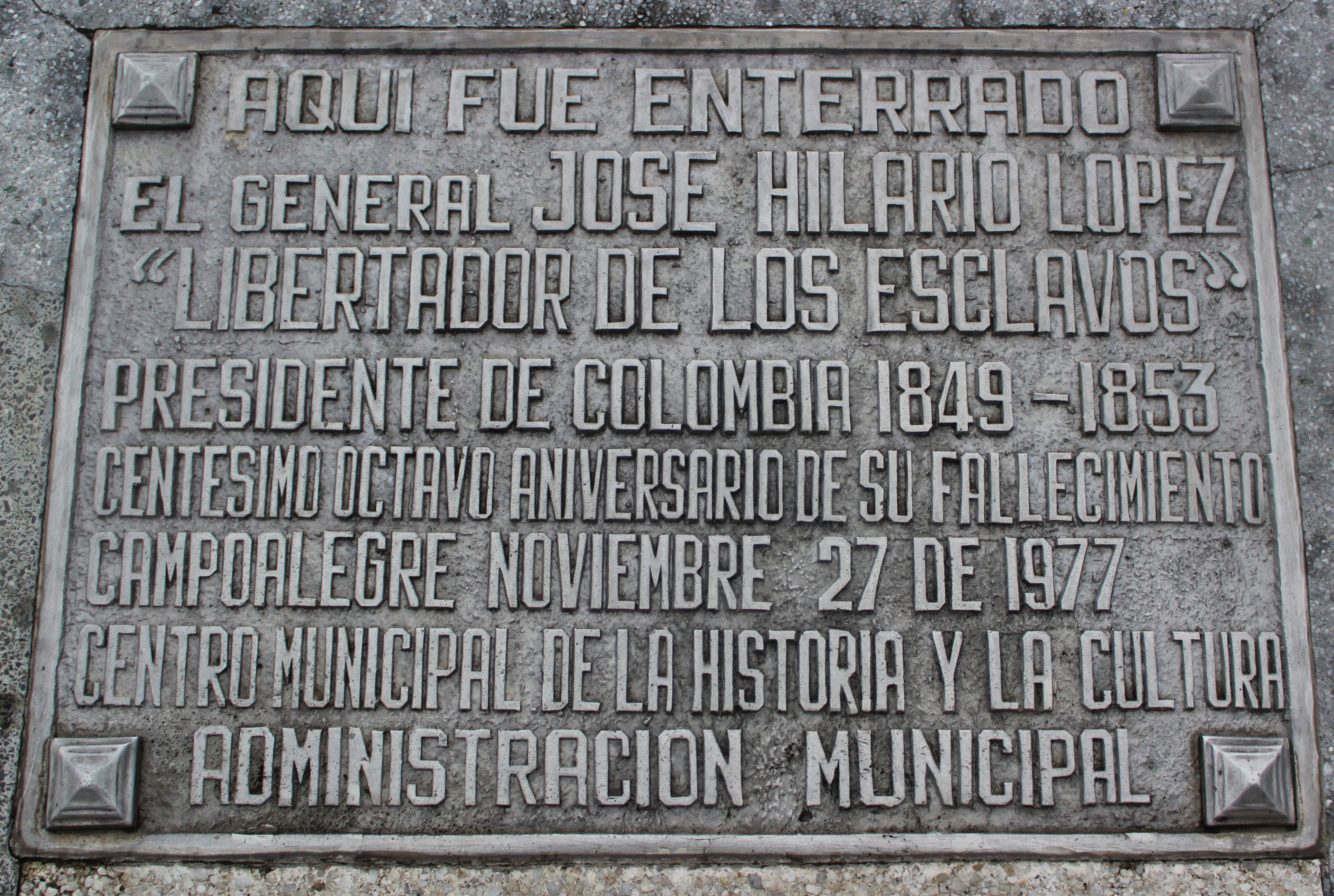
Placa ubicada en la tumba original de José Hilario López.

En 1854, un año después de finalizado ya su mandato, se unió a las tropas conservadoras y liberales que combatieron contra la revolución de los artesanos, depusieron al general José María Melo e impusieron la libre importación.
En la Guerra civil colombiana de 1860-1862 militó en las filas liberales radicales defensoras de la federación y la autonomía de los estados. López fue elegido como presidente del Tolima, cargo que asumió al llegar a Neiva en julio de 1863. En 1865 aceptó la candidatura para presidir los Estados Unidos de Colombia, pero fue derrotado por Tomás Cipriano de Mosquera.
En 1867 el entonces presidente Mosquera cerró el Congreso, por lo cual fue a su vez depuesto. López fue nombrado jefe del ejército por el nuevo gobierno de Santos Acosta. Después se retiró de la vida pública.
José Hilario López Valdés murió en Campoalegre, Estado Soberano del Tolima (actual Huila) el 27 de noviembre de 1869, a los 71 años de edad.

## Familia
José Hilario López era miembro de una prestigiosa familia caucana, siendo sus padres el militar José Casimiro López Hurtado, y Rafaela Valdés Fernández de Córdoba. Rafaela enloqueció tras la muerte de su esposo, suceso por el cual José Hilario y sus hermanos quedaron bajo la tutela del educador José Félix Restrepo. Sus hermanos eran Laureano, Buenaventura, Félix, José Antonio y María Micaela López Valdez.
Era medio hermana suya Ana López Boliche (nacida de un primer matrimonio de José López Hurtado), quien se convirtió en la segunda esposa del hacendado Vicente Holguín Sánchez, padre en su primer matrimonio de los expresidente Carlos y Jorge Holguín Mallarino. Nieta de Ana y Vicente fue Carolina Ortiz Holguín, esposa a su vez del abogado y designado presidencial Froilán Largacha Hurtado. Carolina era, por tanto, sobrina nieta de José Hilario López y los hermanos Holguín, sobrinastros suyos (hijos del cónyuge de su hermanastra).

### Matrimonio y descendencia

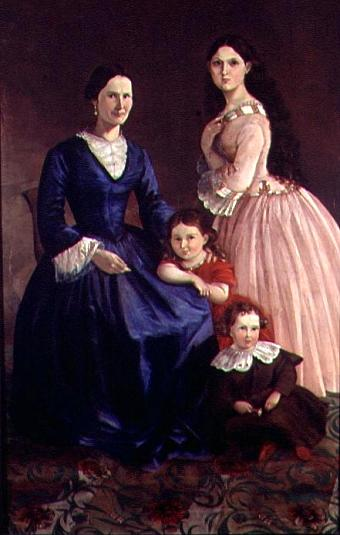
Su esposa e hijos.

José Hilario López estuvo casado en dos ocasionesː Su primera esposa era Rosalía Fajardo Barona, con quien no llegó a tener descendencia.
Su segundo matrimonio fue con María Dorotea Durán y Borrero, hermana del militar y prócer de la Independencia de Colombia, Liborio Durán Borrero, de quien desciende el político liberal Jaime Ucrós García (hijo de la feminista Clotilde García Borrero, de la misma familia del expresidente Misael Pastrana Borrero e Ismael Perdomo Borrero)
Con María Dorotea, José Hilario tuvo a sus hijos María Lucrecia, Washington, Policarpa y Antonio Ricaurte López Durán. Su hijo menor, Ricaurte, se casó con Susana Borrero Borrero, prima de Elisa Borrero Perdomo, la madre de Misael Pastrana Borrero.